# Ziyarat al-Nabi Schuʿaib

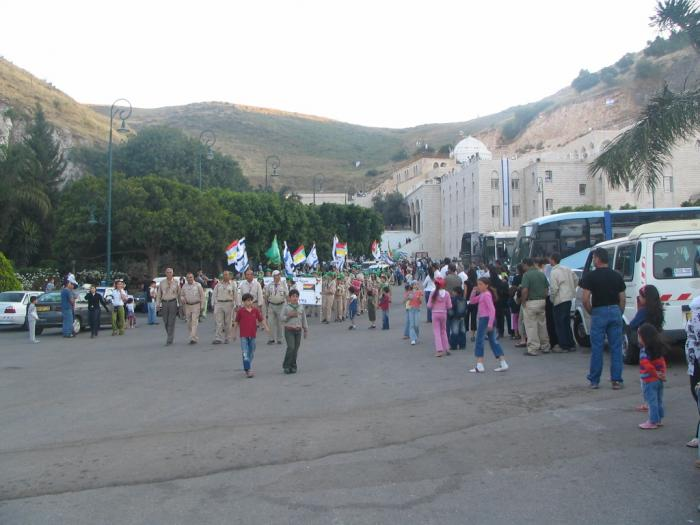
Drusische Pfadfinder während der Ziyāra.

Die Ziyarat al-Nabi Schuʿaib (arabisch زیارة النبي شعيب Ziyārat an-Nabī Šuʿaib, hebräisch חַג נַבִּי שׁוּעֵייבּ Chag Nabī Schūʿejb, deutsch ‚Fest des Propheten Schuʿayb‘) ist ein drusisches Fest (Ziyāra, زيارة ‚Wallfahrt‘) zu Ehren Schuʿaybs (d. i. Jetro), das vorrangig Drusen zwischen dem 25. und 28. April am Schrein Nabi Schuʿaib bei seinem Grab feiern. Diese Ziyāra ist in Israel als Feiertag anerkannt.

## Feiertag
Drusen feiern generell nur einen Festtag: Eid al-Adha. Die drusische Gemeinschaft in Israel führte jedoch unter der Führung von Scheich Amin Tarif diese Festwoche ein und würdigte das Fest mit einem speziellen Status, was daran erkenntlich wird, dass die Ziyara zum gesetzlichen Feiertag erhoben worden ist. Arbeiter dürfen an diesem Tag frei nehmen. Drusische Schulen sind zu dieser Zeit geschlossen und drusische Soldaten der israelischen Streitkräfte erhalten Dienstbefreiung. In Israel zelebriert die gesamte drusische Gemeinschaft die Ziyara.

## Feierlichkeiten
Die Feierlichkeiten beginnen am 25. April und enden am 28. April. Religiöse Führer aller Religionen in Israel sowie auch politische Führer sind zu den Festivitäten am Maqam al-Nabi Schuʿaib eingeladen. Religionsführer und Scheichs aus der Karmel-Region, aus Galiläa und von den Golanhöhen nutzen die Zusammenkunft zur Besprechung religiöser Angelegenheiten.
Seit 1968 ist es Drusen von den Golanhöhen erlaubt, den Schrein zu besuchen. Sie beteiligen sich an den Feierlichkeiten, während Drusen aus anderen Gegenden Syriens und dem Libanon nur sporadisch teilnehmen (1982, während des Israelischen Besetzung des syrischen Südens auf Einladung von Amin Tarif). Seit dem Israelisch-jordanischen Friedensvertrag 1994 ist es auch Drusen aus Jordanien gestattet, den Schrein zu besuchen.
2016 nahm Staatspräsident Reuven Rivlin an den Feierlichkeiten teil.
Koordinaten: 32° 48′ 27,7″ N, 35° 27′ 18,3″ O